# Schlett István
Schlett István (Szilágynagyfalu, 1939. január 2. –) Széchenyi-díjas magyar politológus, történész, egyetemi tanár, szakíró.

## Életpályája
Tanári diplomáját 1966-ban szerezte meg az Eötvös Loránd Tudományegyetem Bölcsészettudományi Karán történelem – tudományos szocializmus szakon. 1966-ban könyvtárosként a Fővárosi Szabó Ervin Könyvtár Központjában helyezkedett el. 1969-ben kapott kinevezést az Eötvös Loránd Tudományegyetem Állam- és Jogtudományi Kar Tudományos Szocializmus tanszékén, ahol előbb tanársegédként, majd 1973-tól adjunktusként oktatott. 1982 és 1983 között ő volt a vezetője a MAFILM Társulás Filmstúdiójának. 1984-ben tért vissza az ELTE ÁJK-ra, az abban az évben megalapított Politológia Csoport docenseként. 1994-ben egyetemi tanárrá nevezték ki. 2019-ben végleg visszavonult a tanítástól. 

## Fő kutatási területe
A magyar politikai gondolkodás 19. – 20. századi története.

## Társadalmi szerepvállalása
- Két ciklusban tagja volt a Magyar Akkreditációs Bizottság Szakbizottságának,
- tagja az ELTE ÁJTK Habilitációs Bizottságának,
- tagja az MTA Politikatudományi Szakbizottságának.
- tagja a Bihari Mihály Alapítvány kuratóriumának.

## Díjai, elismerései
- Bibó István-díj (1996)
- Széchenyi Professzori ösztöndíj (1999–2002)
- Apáczai Csere János-díj (2006)
- A Magyar Érdemrend középkeresztje (2012)
- Széchenyi-díj (2014)

## Főbb művei
- Szücs János–Schlett István–Major József: Tulajdon elleni bűncselekmények; BM Tanulmányi és Kiképzési Csoportfőnökség, Bp., 1966 (20 év a nép szolgálatában)
- A szocialista eszmék elterjedésének kezdetei a magyar közgondolkodásban, 1900–1904; MÜM, Bp., 1970 (Tudományos szocializmus füzetek)
- Magyar György–Schlett István–Sikfői Tamás: Segédanyag a tudományos szocializmus tanulmányozásához; Egyetem, Bölcsészettudományi Kar, Bp., 1974
- A szociáldemokrácia és a magyar társadalom 1914-ig; Gondolat, Bp., 1982 (Magyar história)
- Szocializmus. 1906–1938. Válogatás a Magyarországi Szociáldemokrata Párt elméleti folyóiratából; vál., szerk., jegyz., előszó Jemnitz János és Schlett István; Kossuth, Bp., 1984
- Eötvös József; képvál. C. Wilhelmb Gizella; Gondolat, Bp., 1987 (Magyar história. Életrajzok)
- A "munkáskérdés" és a szocializmus a magyar politikai gondolkodásban, 1848–1906. Adalékok a politikai ideológiák jelentésváltozásához; Kossuth, Bp., 1987
- Az opportunizmus dicsérete; Magvető, Bp., 1990
- Kisebbségnézőben. Beszélgetések és dokumentumok; Kossuth, Bp., 1993
- Színjáték vagy háború? A magyar politika négy évéről; Cserépfalvi, Bp., 1995
- A magyar politikai gondolkodás története; Korona, Bp., 1996–1998
  - 1. 1996
  - 2. A liberalizmus Magyarországon; 1999
- A nemzetiségi törvényjavaslat országgyűlési vitája, 1868; vál., szerk., bev. Schlett István; TTFK–Kortárs, Bp., 2002 (Magyar néző)
- A "felvilágosult ész" esete a felsőoktatással; Kölcsey Intézet, Bp., 2004 (Kölcsey füzetek)
- A politikai gondolkodás története Magyarországon; 2. átdolg. kiad.; Rejtjel, Bp., 2004-
- G. Fodor Gábor–Schlett István: Lú-e vagy szobor? Tanulmányok tudományról, politikáról, politikatudományról; Századvég, Bp., 2006 (Tanítani)
- Merre tovább, Magyarország? Reformkérdések, kérdéses reformok; többekkel; Palatinus, Bp., 2008
- A politikai gondolkodás története Magyarországon, 1-2.; Századvég, Bp., 2009–2010
- A politikai gondolkodás története Magyarországon, 1-2-3.; Századvég, Bp., 2018
- A politikai gondolkodás története Magyarországon. Appendix; Századvég, Bp., 2018